# Epic Meal Time
Epic Meal Time – program kulinarny znany z przygotowywania bardzo kalorycznych dań, głównie z mięsa (ze szczególnym uwzględnieniem boczku) i często zawierających alkohol (zazwyczaj w sosach), prowadzony przez Harleya Morensteina i jego przyjaciół. Program zadebiutował w październiku 2010 roku i od tamtego czasu nowe odcinki są systematycznie emitowane w każdy wtorek. W 2011 roku Epic Meal Time wygrał nagrodę Shorty Award w kategorii „Jedzenie”.

## Historia
Idea Epic Meal Time powstała, gdy znajomy Morensteina nagrał go jedzącego (przy melodii przewodniej z filmu Terminator) hamburgera z restauracji Wendy’s zawierającego sześć kotletów wołowych i osiemnaście pasków boczku. Następnie umieścili nagranie na portalu YouTube, gdzie obejrzało je kilka tysięcy osób. Wtedy zdecydowali się na nagranie pierwszego odcinka Epic Meal Time, zatytułowanego „The Worst Pizza Ever!”, w którym przygotowali pizzę zawierającą  pieczonego kurczaka z KFC, tacos z Taco Bell, Big Maca i kawałki kurczaka z McDonald’s, baconatora z Wendy’s, frytki, cheeseburgera z A&W i krążki cebulowe. Cały posiłek dostarczał 5 210 kcal i zawierał 286 gramów tłuszczu. Odcinek ten został umieszczony na YouTube 17 października 2010 roku.
Morenstein przyznał, że program jest „Jackassem w kuchni”, a logo Epic Meal Time jest wzorowane na logach amerykańskich kaskaderów.

## Opis
Gospodarzem każdego odcinka jest używający hip-hopowego slangu Morenstein, a charakterystycznym elementem programu jest cenzurowanie jego przekleństw przez ptasi śpiew. Podczas większości epizodów, po bokach ekranu umieszczone są liczniki pokazujące liczbę kalorii i gramów tłuszczu (wyjątkowo w odcinku Maximum Protein Experience liczniki pokazywały ilość białka). Przyrządzone posiłki są na koniec konsumowane, często w nieestetyczny sposób i przy użyciu nietypowych sztućców.

## Obsada
Obsada Epic Meal Time składa się z grupy mężczyzn po 20. roku życia, takich jak Harley Morenstein, dwudziestopięcioletni były nauczyciel z Montrealu. Współpracuje on ze Sterlingiem Tothem, który pełni funkcję kamerzysty, Alexem Perrault, znanym jako „Muscles Glasses”, studentami z Uniwersytetu Concordia: Davidem Heuffem, Tylerem Lemco, Joshem Elkinem i Ameerem Atari czy Evan Rimerem zajmującym się produkcją programu.
Gościnnie wystąpili m.in. kanadyjski muzyk Deadmau5 w odcinku pt. Cheesy Grilled Cheese Tower czy piosenkarka Lights w Fast Food Meatloaf.

## Finanse
W celu pokrycia kosztów produkcji programu Epic Meal Time sprzedaje własną kolekcję t-shirtów, a rozważana jest również możliwość stworzenia książki kucharskiej lub aplikacji na iPhone’a, zaś odcinki na YouTube często zawierają generowane przy pomocy Google AdSense reklamy. Informacje o możliwościach finansowego wsparcia ekipy zostały umieszczone na stronie Epic Meal Time i okazjonalnie pojawiają się w filmach.

## Popularność
Popularność programu wśród wielomilionowej publiczności skłoniła Morensteina i Totha do odejścia z dotychczasowej pracy (Harley był nauczycielem, a Sterling grafikiem). W marcu 2011 wygrali nagrodę Shorty Award w kategorii „Jedzenie”.

### Parodie
Program doczekał się wielu parodii, takich jak m.in. Regular Ordinary Swedish Meal Time, Polish Meal Time - Duzy Pierog,  Epic Meal Time – Kids Edition czy Epic Kaukau Time: Manapua Man Manapua.

## Występy gościnne
Pierwszy występ gościnny Epic Meal Time miał miejsce 17 marca 2011 w programie The Tonight Show with Jay Leno, w którym przygotowali wysokokaloryczną wersję zapiekanki wiejskiej, którą został potem poczęstowany gość Jaya Leno – aktor Rainn Wilson. Ekipa EMT występowała też na innych kanałach YouTube, m.in. u Freddiego Wonga w filmiku zatytułowanym Epic VFX Time. Swoje zdolności kulinarne zaprezentowali również podczas San Diego Comic-Conu w 2011 roku. Epic Meal Time występuje w również w krótkiej sekwencji filmowej firmy DC SHOES Kena Blocka uprawiającego popisową Gymkhane.